# Europaspiele 2019/Teilnehmer (Luxemburg)
| Gelbes Symbol für Goldmedaillen mit stilisierten Olympischen Ringen | Graues Symbol für Silbermedaillen mit stilisierten Olympischen Ringen | Braundes Symbol für Bronzemedaillen mit stilisierten Olympischen Ringen |
| ------------------------------------------------------------------- | --------------------------------------------------------------------- | ----------------------------------------------------------------------- |
| —                                                                   | 1                                                                     | 1                                                                       |

Luxemburg nahm in Minsk an den Europaspielen 2019 von 21. bis 30. Juni 2019 mit 25 Athletinnen und Athleten in neun Sportarten teil.
Fahnenträger bei der Eröffnungsfeier war der Badmintonspieler Robert Mann.

## Medaillen

### Medaillenspiegel
| Rang   | Sportart      | Gold | Silber | Bronze | Gesamt |
| ------ | ------------- | ---- | ------ | ------ | ------ |
| 1      | Bogenschießen | 0    | 1      | 0      | 1      |
| 2      | Tischtennis   | 0    | 0      | 1      | 1      |
| Gesamt | Gesamt        | 0    | 1      | 1      | 2      |

### Medaillengewinner
| Name/n         | Sportart      | Wettkampf             |
| -------------- | ------------- | --------------------- |
| Gold           |               |                       |
| Silber         |               |                       |
| Gilles Seywert | Bogenschießen | Compoundbogen, Einzel |
| Bronze         |               |                       |
| Ni Xialian     | Tischtennis   | Einzel                |